# Адаптерні білки (сигнальна трансдукція)

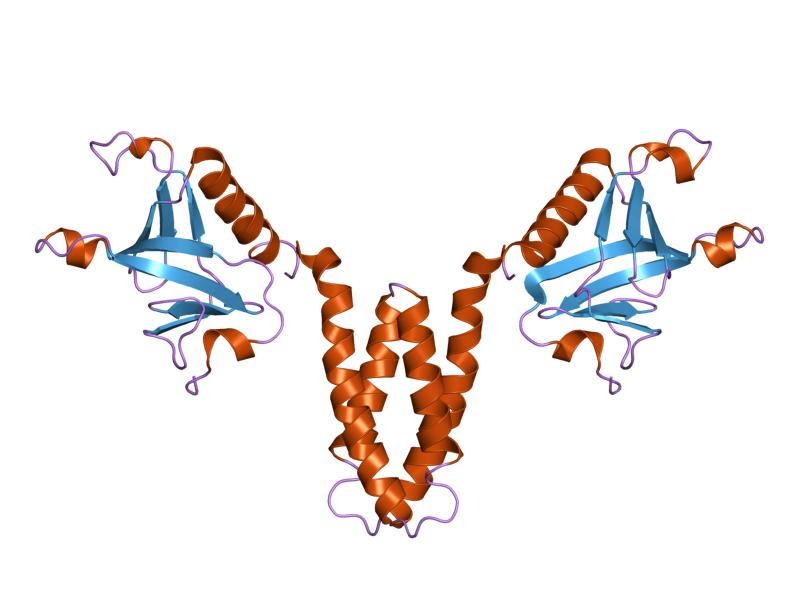
Src-асоційований адаптерний білок Skap2

Адаптерні білки — білки, що є допоміжними для основних білків шляхів сигнальної трансдукції. Адаптерні білки містять безліч білок-зв'язуючих модулів, що об'єднують докупи білок-зв'язуючі партнери і сприяють створенню більш великих сигнальних комплексів. Ці білки, як правило, самі не мають ніякої внутрішньої ферментативної активності, зате опосередковують специфічні білок-білкові взаємодії, які стимулюють утворення білкових комплексів. Прикладами адаптерів білків є MyD88, Grb2 і SHC1.

## Компоненти сигнальної трансдукції
Значною мірою специфічність трансдукції сигналу залежить від наявності в короткоживучих активних комплексах кількох сигнальних компонентів, таких як протеїнкінази і G-білки, що активуються у відповідь на сигнал, як, наприклад, при зв'язуванні фактора росту з його рецептором. 

## Домени
Адаптерні білки зазвичай містять кілька доменів в межах їх структури (наприклад, SH2(англ. Src homology 2)- і SH3-домени), які дають змогу утворювати специфічні взаємодії з декількома іншими специфічними білками. SH2-домени розпізнають специфічні амінокислотні послідовності в межах білків, що містять залишки фосфотирозину, а SH3-домени розпізнають пролін-збагачені послідовності в специфічних контекстах амінокислотної послідовності білків.
Є багато інших типів доменів знайдених в межах адаптерних і інших сигнальних білків, які дають змогу утворювати багато різноманітних специфічних білок-білкових взаємодій, які залучені до трансдукції сигналу. 

## Гени
Генами, що кодують адаптерні білки є:
- BCAR3 (англ. Breast cancer anti-estrogen resistance protein 3);
- GRAP (англ. GRB2-related adaptor protein);
- GRAP2 (англ. GRB2-related adaptor protein 2);
- LDLRAP1 (англ. low-density lipoprotein receptor adaptor protein 1);
- MYD88 (англ. Myeloid differentiation primary response gene 88);
- NCK1 (англ. NCK adaptor protein 1);
- NCK2 (англ. NCK adaptor protein 2);
- NOS1AP (англ. nitric oxide synthase 1 (neuronal) adaptor protein);
- PIK3AP1 (англ. phosphoinositide-3-kinase adaptor protein 1);
- SH2B1 (англ. SH2B adaptor protein 1);
- SH2B2 (англ. SH2B adaptor protein 2);
- SH2B3 (англ. SH2B adaptor protein 3);
- SH2D3A (англ. SH2 domain containing 3A);
- SH2D3C (англ. SH2 domain containing 3C);
- SHB (англ. Src homology 2 domain containing adaptor protein B);
- SLC4A1AP (англ. solute carrier family 4, member 1, adaptor protein);
- GAB2 (англ. GRB2-associated binding protein 2).